# Riccordia bracei
Riccordia bracei là một loài chim đã tuyệt chủng trong họ Trochilidae.
Đây là loài đặc hữu của hòn đảo chính của Bahamas, New Providence.

## Mô tả
Kích thước của loài chim này là 9,5 cm, chiều dài cánh 11,4 cm và chiều dài đuôi 2,7 cm. Mỏ đen hơi cong và nhọn hình nón. Bàn chân màu đen. Mặt sau có màu xanh lục đồng với ánh vàng lấp lánh. Phần đầu có màu tương tự như phần lưng, không có lớp bóng vàng. Ngay sau mắt là một đốm trắng.